# Radio Morbihan Sud
Radio Morbihan Sud [ RMS 89.6 ] est une station de radio française régionale généraliste de Catégorie A diffusée dans le Morbihan.
C'est une radio de type associative, dont le Président est Alain Delmas.
En 2017, elle est mise en liquidation judiciaire.